# Albo d'oro del campionato sammarinese di calcio
La pagina elenca l'albo d'oro dei vincitori del Campionato Sammarinese dal 1985 ad oggi.

## Albo d'oro
| Stagione | Vincitore  | Risultato           | Secondo Posto  | Note                                                                           |
| 1985-86  | Faetano    | -                   | San Giovanni   | Girone unico all'italiana gare di sola andata                                  |
| 1986-87  | La Fiorita | 2 - 0               | Faetano        | Serie A1 Girone unico all'italiana A/R play-off scudetto e retrocessione in A2 |
| 1987-88  | Tre Fiori  | 3 - 3 dts 6 - 5 dcr | Virtus         | Serie A1 Girone unico all'italiana A/R play-off scudetto e retrocessione in A2 |
| 1988-89  | Domagnano  | 2 - 1               | La Fiorita     | Serie A1 Girone unico all'italiana A/R play-off scudetto e retrocessione in A2 |
| 1989-90  | La Fiorita | 1 - 0               | Cosmos         | Serie A1 Girone unico all'italiana A/R play-off scudetto e retrocessione in A2 |
| 1990-91  | Faetano    | 1 - 0 dts           | Tre Fiori      | Serie A1 Girone unico all'italiana A/R play-off scudetto e retrocessione in A2 |
| 1991-92  | Montevito  | 4 - 2               | Libertas       | Serie A1 Girone unico all'italiana A/R play-off scudetto e retrocessione in A2 |
| 1992-93  | Tre Fiori  | 2 - 0               | Domagnano      | Serie A1 Girone unico all'italiana A/R play-off scudetto e retrocessione in A2 |
| 1993-94  | Tre Fiori  | 2 - 0               | La Fiorita     | Serie A1 Girone unico all'italiana A/R play-off scudetto e retrocessione in A2 |
| 1994-95  | Tre Fiori  | 1 - 0               | La Fiorita     | Serie A1 Girone unico all'italiana A/R play-off scudetto e retrocessione in A2 |
| 1995-96  | Libertas   | 4 - 1               | Cosmos         | Serie A1 Girone unico all'italiana A/R play-off scudetto e retrocessione in A2 |
| 1996-97  | Folgore    | 2 - 1               | La Fiorita     | Una Serie Due Gironi all'italiana play-off scudetto                            |
| 1997-98  | Folgore    | 2 - 1 dts           | Tre Fiori      | Una Serie Due Gironi all'italiana play-off scudetto                            |
| 1998-99  | Faetano    | 1 - 0               | Folgore        | Una Serie Due Gironi all'italiana play-off scudetto                            |
| 1999-00  | Folgore    | 3 - 1               | Domagnano      | Una Serie Due Gironi all'italiana play-off scudetto                            |
| 2000-01  | Cosmos     | 3 - 1               | Folgore        | Una Serie Due Gironi all'italiana play-off scudetto                            |
| 2001-02  | Domagnano  | 1 - 0               | Cailungo       | Una Serie Due Gironi all'italiana play-off scudetto                            |
| 2002-03  | Domagnano  | 2 - 1               | Pennarossa     | Una Serie Due Gironi all'italiana play-off scudetto                            |
| 2003-04  | Pennarossa | 2 - 2 dts 4 - 2 dcr | Domagnano      | Una Serie Due Gironi all'italiana play-off scudetto                            |
| 2004-05  | Domagnano  | 2 - 1               | Murata         | Una Serie Due Gironi all'italiana play-off scudetto                            |
| 2005-06  | Murata     | 1 - 0               | Pennarossa     | Una Serie Due Gironi all'italiana play-off scudetto                            |
| 2006-07  | Murata     | 4 - 0               | Tre Fiori      | Una Serie Due Gironi all'italiana play-off scudetto                            |
| 2007-08  | Murata     | 1 - 0               | Juvenes/Dogana | Una Serie Due Gironi all'italiana play-off scudetto                            |
| 2008-09  | Tre Fiori  | 0 - 0 dts 3 - 1 dcr | Juvenes/Dogana | Una Serie Due Gironi all'italiana play-off scudetto                            |
| 2009-10  | Tre Fiori  | 2 - 1 dts           | Tre Penne      | Una Serie Due Gironi all'italiana play-off scudetto                            |
| 2010-11  | Tre Fiori  | 1 - 0               | Tre Penne      | Una Serie Due Gironi all'italiana play-off scudetto                            |
| 2011-12  | Tre Penne  | 1 - 0               | Libertas       | Una Serie Due Gironi all'italiana play-off scudetto                            |
| 2012-13  | Tre Penne  | 0 - 0 dts 5 - 3 dcr | Libertas       | Una Serie Due Gironi all'italiana play-off scudetto                            |
| 2013-14  | La Fiorita | 2 - 0               | Folgore        | Una Serie Due Gironi all'italiana play-off scudetto                            |
| 2014-15  | Folgore    | 3 - 1               | Juvenes/Dogana | Una Serie Due Gironi all'italiana play-off scudetto                            |
| 2015-16  | Tre Penne  | 3 - 1               | La Fiorita     | Una Serie Due Gironi all'italiana play-off scudetto                            |
| 2016-17  | La Fiorita | 2 - 1               | Tre Penne      | Una Serie Due Gironi all'italiana play-off scudetto                            |
| 2017-18  | La Fiorita | 1 - 0               | Folgore        | Una Serie Due Gironi all'italiana play-off scudetto                            |
| 2018-19  | Tre Penne  | 3 - 1               | La Fiorita     | Una Serie Due Gironi all'italiana play-off scudetto                            |
| 2019-20  | Tre Fiori  | -                   | Folgore        | Una Serie Due Gironi all'italiana play-off scudetto                            |
| 2020-21  | Folgore    | 1 - 0               | La Fiorita     | Una Serie Due Gironi all'italiana play-off scudetto                            |
| 2021-22  | La Fiorita | 2 - 0               | Tre Penne      | Una Serie Due Gironi all'italiana play-off                                     |
| 2022-23  | Tre Penne  | 2 - 1               | La Fiorita     | Una Serie Due Gironi all'italiana play-off                                     |

## Scudetti per squadra
| Squadra    | Titoli | Anni                                           |
| ---------- | ------ | ---------------------------------------------- |
| Tre Fiori  | 8      | 1988, 1993, 1994, 1995, 2009, 2010, 2011, 2020 |
| La Fiorita | 6      | 1987, 1990, 2014, 2017, 2018, 2022             |
| Folgore    | 5      | 1997, 1998, 2000, 2015, 2021                   |
| Tre Penne  | 5      | 2012, 2013, 2016, 2019, 2023                   |
| Domagnano  | 4      | 1989, 2002, 2003, 2005                         |
| Faetano    | 3      | 1986, 1991, 1999                               |
| Murata     | 3      | 2006, 2007, 2008                               |
| Cosmos     | 1      | 2001                                           |
| Montevito  | 1      | 1992                                           |
| Libertas   | 1      | 1996                                           |
| Pennarossa | 1      | 2004                                           |
| Virtus     | 1      | 2024                                           |

## Titoli per castello
| Castello            | Titoli | Squadre vincenti                 |
| ------------------- | ------ | -------------------------------- |
| Fiorentino          | 9      | Tre Fiori (8), Montevito (1)     |
| Città di San Marino | 8      | Murata (3), Tre Penne (5)        |
| Serravalle          | 6      | Folgore/Falciano (5), Cosmos (1) |
| Montegiardino       | 6      | La Fiorita (6)                   |
| Domagnano           | 4      | Domagnano (4)                    |
| Faetano             | 3      | Faetano (3)                      |
| Acquaviva           | 1      | Virtus (1)                       |
| Borgo Maggiore      | 1      | Libertas (1)                     |
| Chiesanuova         | 1      | Pennarossa (1)                   |